# ツェリン・トブゲ

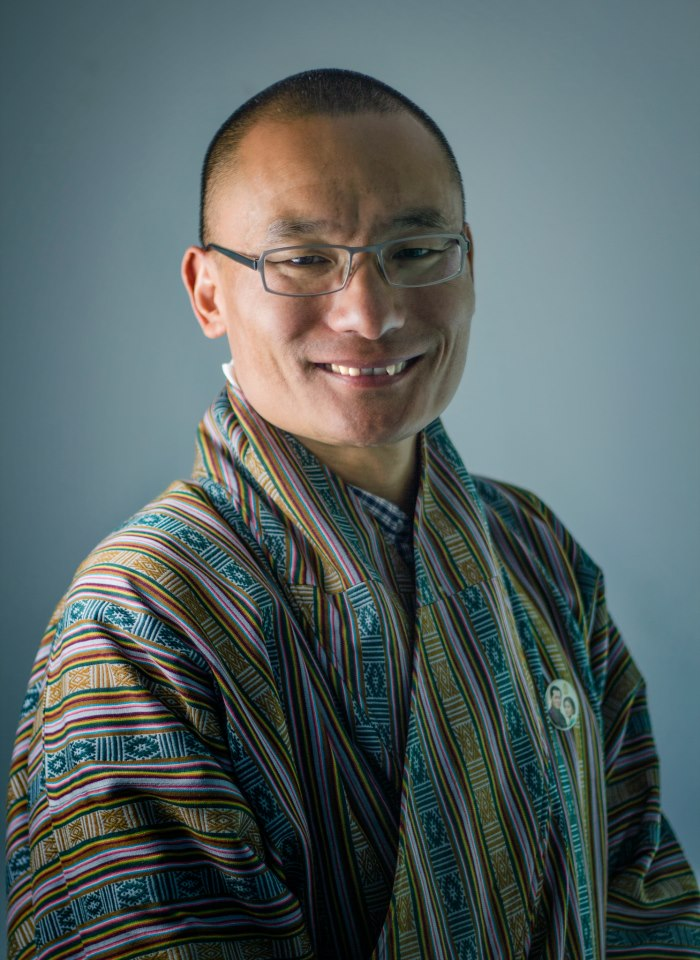
2013年の公式画像

ツェリン・トブゲ（ゾンカ語ཚེ་རིང་སྟོབས་རྒྱས།、英語表記Tshering Tobgay）は、現代のブータン王国の政治家。現在、同国首相（2期目）。日本では「ツェリン・トブゲイ」との表記も見られる。

## 来歴
1965年9月19日生まれ。ハ県のハ村出身。米国ハーバード大学で公共政策の修士号を獲得した一方、機械工学の知識も有している。帰国後は教育省や労働省で官僚としての経歴を積み、主に人材開発分野での活動が目立つ。2007年に選挙へ出馬する直前には、労働省人材資源局局長を務めていた。
2007年、ブータンで組織された政党の1つである国民民主党（PDP）に加わり、党コーディネーターに就任して、ブータン調和党（DPT）を相手に2008年3月の国民議会選挙を戦う。しかし、PDPの獲得議席は47議席中2議席に留まる惨敗を喫した。この選挙では、PDP党首のサンゲ・ゲドゥプまでもが落選したが、ツェリン・トブゲ自身は、ブータン西部ハ県の選挙区で、DPTの対立候補を危なげなく破っている。このような結果を残せたPDP候補者は、彼ただ1人である。この結果、ツェリン・トブゲが、サンゲ・ゲドゥプの後任としてPDPを率いることになった。
4月21日、初召集された国民議会で、ツェリン・トブゲは国民議会内野党党首に就任した。なお国民議会内野党党首は、国内重要機関人事の協議への参加等が憲法で定められている要職である。
2013年7月の国民議会選挙では自身の率いるPDPが47議席中32議席の獲得と躍進し、DPTより政権を奪取した。同月27日、首相に任命された。2014年6月29日に来日。
2014年9月時点での中国との関係について、ツェリン・トブゲはNHKの取材に対し、「両国関係は友好的であり良好」との見解を示している。また、両国間で国境画定作業が進行中であることも明らかにした。
2018年9月15日の国民議会選挙にあわせて首相を退く。9月15日の予備選挙でPDPは得票率でブータン協同党（31.8％）、ブータン調和党（30.9％）に続く3位（27.4％）となり、10月18日の本選挙に進出できず下野した。2023年から24年にかけて執行された国民議会選挙では本選で新党・ブータン縁起党を相手にPDPを47議席中30議席を獲得する勝利に導き、政権奪還を果たした。1月28日、2期目の首相就任。

## 注
1. ↑  国民議会ホームページ
2. ↑  国内全体では、PDPは約33％の得票があったが、単純小選挙区制の影響で議席数では大きく差が開いた。
3. ↑  Kuensel Online 2008/04/09Meet the opposition leader（2008年4月9日閲覧）
4. ↑  Kuensel Online　2008/04/23Oath or Affirmation of Office（2008年7月1日閲覧）
5. ↑  「幸せの国」で政権交代へ　野党、総選挙で勝利　対中接近批判で躍進産経新聞（2013年7月14日閲覧）
6. ↑  “ブータン、新首相任命…２度目の選挙で政権交代”. 読売新聞. (2013年7月28日) 2013年7月28日閲覧。
7. ↑  “Bhutan's Balancing Act: Tshering Tobgay, Prime Minister of Bhutan” (英語).   NHK WORLD (2014年9月11日). 2014年9月20日閲覧。
8. ↑  “DNT and DPT to contest general round”. クエンセル. (2018年9月16日) 2018年9月18日閲覧。
9. ↑  “Bhutan’s People’s Democratic Party wins election in Himalayan kingdom and returns to power”. AP通信. (2024年1月9日) 2024年1月10日閲覧。
10. ↑  “Bhutan’s Liberal Tobgay Becomes Prime Minister After Fourth Free Vote”. USニューズ&ワールド・レポート. (2024年1月28日) 2024年1月29日閲覧。

## 関連記事
- 国民議会

## 参考・外部リンク
- PDP公式ホームページ（英語）
- 公式ブログTsehring Tobgay's Blog（英語）
- 国民議会ホームページ掲載の略歴（英語）

| 公職                                                   | 公職                                 | 公職                                             |
| ------------------------------------------------------ | ------------------------------------ | ------------------------------------------------ |
| 先代 チョギャル・ダゴ・リグジン （暫定、政府主席顧問） | ブータン王国首相 第15代：2024 -      | 次代 （現職）                                    |
| 先代 ジグメ・ティンレー                                | ブータン王国首相 第13代：2013 - 2018 | 次代 ツェリン・ワンチュク （暫定、政府主席顧問） |